# Condado de Beaver (Utah)
O Condado de Beaver é um dos 29 condados do Estado norte-americano do Utah. A sede do condado é Beaver, e sua maior cidade é Beaver. O condado tem uma área de 6005 km², uma população de 6708 habitantes, e uma densidade populacional de 1 hab/km² (segundo o censo nacional de 2000). O condado foi fundado em 1856.